# Катима-Мулило Лэнд
Катима Мулило Лэнд (англ. Katima Mulilo Rural) — округ в регионе Каприви Намибии. Его население составляет 22197 человек. Она включает в себя, в основном, окрестности Катима-Мулило, столица региона Каприви.

## Политика
На президентских выборах 2004 года, население Катима-Мулило Лэнд проголосовало, в основном, в пользу Хификепунье Похамбы, представителя СВАПО. Похамба получил 3776 (72%) голосов. Бен Уленга, представитель Конгресса демократов, получил 480 (9%) голосов, Хенк Мадж, представитель Республиканской партии 466 (9%), Катуутире Каура, представитель Демократического альянса Турнхалле получил 386 (7.5%) голосов.
На региональных выборах 2015 года победу одержали надзиратели Матенгу Симуши из партии ОНЮЗА с 1662 голосами, за ним последовали Даниэль Синьемба Санкваса из Объединение за демократию и прогресс (ОДП) с 182 голосами и Аннаберия Нсваху Масваху из Народно-демократическое движение (Намибия) (ДТА) с 149 голосами.